# Lycklamavaart
De Lycklamavaart (Stellingwerfs en officieel: Lycklemevaort) is een kanaal in de Nederlandse provincie Friesland. Het kanaal loopt langs de zuidelijke grens van het Fochteloërveen.
De Lycklamavaart is aangelegd door leden van het Friese vervenersgeslacht Lycklama à Nijeholt, eigenaren van de Opsterlandse Veencompagnie. Het kanaal diende voor de ontwatering van het Fochteloërveen en de afvoer van turf. De vaart was verbonden via de Nieuwe Vaart met de Opsterlandse Compagnonsvaart en daardoor ook met de Drentsche Hoofdvaart. Het kanaal heeft zijn oorspronkelijk functie verloren en behoort nu tot het natuurgebied Fochteloërveen.

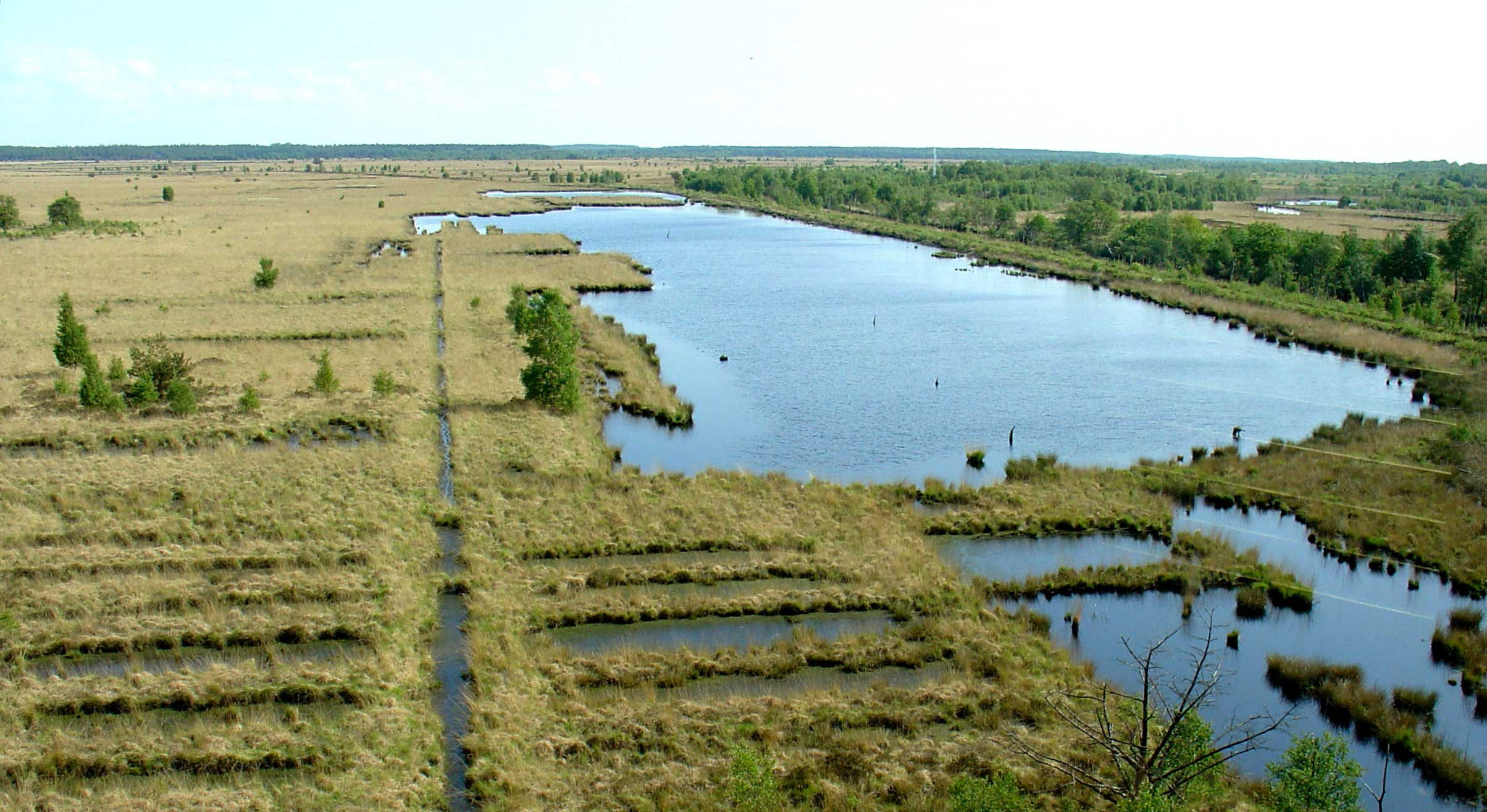
De wijkenstructuur ten noorden van de Lycklamavaart in het Fochteloërveen

Ten noorden van de vaart is een deel van de oorspronkelijke wijkenstructuur nog goed te zien (zie: afbeelding). Ook de veenputten zijn duidelijk in het landschap te onderscheiden. Ten zuiden van de Lyckamavaart is het laatste veen nog in 1961 ontgonnen.
De veengebieden aan de Friese zijde waren in het bezit van de familie Lycklama a Nijenholt, aan de Drentse zijde was het veengebied van de Maatschappij van Weldadigheid.
Voor het eerst in 250 jaar broeden er weer Europese kraanvogels in Fochteloërveen. Ook aan de Lycklamavaart heeft een kraanvogelpaartje twee jongen grootgebracht.

## Trivia
- De Lycklama's lieten nog een kanaal in Friesland aanleggen, dat hun naam kreeg. Dit kanaal liep van de Tjonger naar Wolvega.